# Ѵ
Ѵ, ѵ (ijitsa) é uma letra do alfabeto cirílico arcaico.
a letra cirílica Ѵ, ѵ (ijitsa) era considerada a penúltima letra do alfabeto cirílico arcaico, já que a última letra do alfabeto cirílico arcaico era a letra cirílica Ҁ, ҁ (koppa) que fazia o um som bem parecido com um som de Ö, ö (em cirílico Ө, ө)